# Фристайл на бурной воде
Фристайл на бурной воде (или родео на бурной воде) — это неолимпийский вид спорта, в котором задачей спортсмена является выполнение акробатических элементов на плейспоте (бочка, вал) за отведенное время (45 сек).
Выполнение элементов аналогично дисциплинам «фристайл» в таких видах спорта, как серфинг, сноуборд, горные лыжи, скейтборд и т. д. Фристайл на бурной воде предполагает определённый уровень владения каяком и своим телом.
Иногда акробатический фристайл на бурной воде называют как фристайл каякинг (freestyle kayaking). Акробатический фристайл является самым активно развивающимся и молодёжным направлением современного каякинга.

## Плейспот
Соревнования по фристайл каякингу проводятся на валу и в бочке. Вал — это стоячая волна на реке, имеющая пенную шапку и чистый зелёный выкат. Бочка — это та же волна, у которой пена больше нежели у вала, вследствие чего образуется противоток. Чистый выкат в бочке, как правило, отсутствует.
В России наиболее популярными плейспотами являются:
- порог Большой Толли на реке Шуе у посёлка Матросы в Карелии;
- река Тивдийка в деревне Тивдия в Карелии;
- Окуловский слаломный канал на реке Перетне в Окуловке в Новгородской области;
- река Мста в посёлке Опеченский Посад Новгородской области;
- река Упа в селе Никольское Щёкинского района Тульской области;
- река Осётр в деревне Берхино Зарайского района Московской области.

Популярный плейспот в Финляндии — пороги Неитикоски у Лиексы,
в Германии — Платтлинг на реке Изар,
на Украине — Змиёв, плейспот «Хохлобочка».
Соревнования по фристайл-каякингу в Тивдии в 2015 г.

## Соревнования
Соревнования по фристайлу на бурной воде проводятся в классах:
- K-1М (каяк-одиночка) мужчины
- K-1W (каяк-одиночка) женщины
- С-1 (каноэ-одиночка) мужчины
- OC-1 (открытое каноэ-одиночка) мужчины
- K-1MJ (каяк-одиночка) юниоры
- K-1WJ (каяк-одиночка) юниорки

Также в рамках соревнований по фристайлу на бурной воде проводится зачет в дисциплине Squirt по классам:
- Squirt K1-M
- Squirt K1-W

Российские спортсмены принимают участие в Кубках и Чемпионатах Мира по фристайлу на бурной воде с 1997 г.

## Снаряжение
Спортсмены участвуют на каяках и каное. Посадка в каяке — положение сидя, ноги вытянуты вперед в нос каяка, спортсмен гребет веслом с двумя лопатками. Посадка в каноэ-сидя на коленях, спортсмен гребет веслом с одной лопаткой.
Во фристайле на бурной воде спортсмены выступают на полиэтиленовых или композитных каяках/каноэ, не имеющих ограничений по длине, ширине и весу лодок в отличие от гребного слалома. В настоящее время, спортсмены используют каяки/каноэ длиной примерно 170—186 см. Вес полиэтиленового каяка/каноэ около 15 кг, композитного — около 9,5 кг. По правилам безопасности на каяке/каноэ должно быть две ручки — одна на носу, одна на корме.
Каждый спортсмен должен выступать в шлеме и спасательном жилете.

## Этикет на воде
- Фристайл каякеры, катающиеся в местах организации коммерческого сплава на рафтах, байдарках и т. д., должны по возможности пропускать движущееся вниз по течению коммерческое судно. Инструктор коммерческого судна должен оповестить каякера о своем приближении поднятым вертикально вверх веслом. Если в этот момент плейспот свободен, фристайл каякер должен поднять вертикально вверх своё весло. В противном случае, каякер должен поднять весло держа его параллельно воде, что будет означать, что движение запрещено.
- Если каякер заходит сверху на волну для выполнения элементов — пропустите его и в следующий раз он пропустит вас.
- Если на тренировке собралось большое количество людей, то нужно как можно меньше серфить и стараться выполнять элементы, чтобы не заставлять других райдеров ждать в улове.
- По возможности помогать тем, кто «отстрелился» (покинул каяк).